# Rezanci
Rezanci su vrsta hrane napravljene od beskvasnog tijesta koje se ravno razvalja, izreže, rastegnute ili stisne u dugačke trake. Rezanci se mogu ostaviti u hladnjaku za kratkotrajno skladištenje ili osušiti i pohraniti za buduću upotrebu. Najčešće se kuhaju u kipućoj vodi, ponekad uz dodatak jestivog ulja i solI. Također se često prže u tavi ili u dubokom ulju. Jela s rezancima također mogu sadržavati dodatke poput umaka ili se rezanci mogu dodati juhi. Sastav i geokulturno podrijetlo specifični su za svaku vrstu rezanaca. Oni su osnovna hrana u mnogim kulturama u državama kao što su: Kina, Japan, Filipini, Vijetnam, Italija, Njemačka i dr. 
U Kini danas postoji više od 1200 vrsta rezanaca koji se konzumiraju svaki dan.
Pšenični rezanci u Japanu (udon) prilagođeni su iz kineskog recepta još u 9. stoljeću. Inovacije su se nastavile, kao što su rezanci od heljde (nengmijen) razvijeni za vrijeme dinastije Joseon u Koreji. Ramen rezanci, temeljeni na južnokineskim rezancima iz Guangzhoua, ali nazvani po sjevernokineskom lamenu, postali su  uobičajeni u Japanu do 1900.
Rezance kesme jeli su Turci od 13. stoljeća. Prvi konkretni podaci o proizvodima od tjestenine u Italiji potječu iz 13. ili 14. stoljeća. Tjestenina je imala različite oblike, često na temelju regionalnih specijalizacija. U Njemačkoj dokumenti koji datiraju iz 1725. spominju rezance. Vjeruje se da srednjovjekovne ilustracije jedan oblik rezanaca smještaju u još raniji datum.